# 千代之山雅信
千代之山雅信（日语：／ Chiyonoyama Masanobu，1926年6月2日—1977年10月29日），本名杉村昌治，日本北海道松前郡福島町出身的前大相撲力士，第41代横綱。所屬相撲部屋為出羽海部屋。

## 生涯
他是一名漁夫的兒子，他於1942年1月加入了出羽海部屋並初次比賽，但他在第一場比賽中受傷。他於1944年11月到達了十兩級二枚目，於1945年11月成為幕內選手。在他的第一場比賽中，他贏得了全部十場比賽，1949年5月，他擊敗了三個橫綱，完成了12-3記錄，並被提拔為大關。他在1949年10月和1950年1月連續兩次獲得冠軍，但由於日本相撲協會覺得他只有二十三歲相當年輕，所以被拒絕晉升到橫綱，他在1951年5月獲得第三名冠軍後以14-1的成績獲得晉升。
在他的職業生涯中因受傷曾錯過很多比賽，他甚至自請降回大關以便重新開始。相撲協會拒絕了這一前所未有的要求。終於在1955年1月得到他作為横綱的第一個冠軍，並在1955年3月和1957年1月再次贏得了兩次。他在1959年1月宣佈退休。
他也是第一位不經吉田司家授予橫綱證書，而由日本相撲協會的橫綱審議委員會提名的横綱。

## 退休後
在1960年出羽海部屋主教練常乃花寬市去世後，千代之山雅信被預計會繼承部屋，但出現與另一橫綱佐田之山晋松的繼承戰。他意識到自己沒有機會接管部屋，所以要求離開並建立自己的部屋。這是允許的，但條件是他也離開出羽海一門。在1967年3月他成立了九重部屋。並與直傳弟子北之富士勝昭和其他九名新弟子一起前來，在1970年，千代之富士貢也從福島町來到他的部屋受訓，他在1977年死於肝癌。